# 加藤雄次
加藤 雄次（かとう ゆうじ、1965年2月4日 - ）は、日本の実業家。JTB商事株式会社代表取締役社長執行役員。

## 人物・経歴
愛知県出身。1988年横浜国立大学経済学部を卒業後、日本交通公社（現JTB）入社。2017年JTB西日本（現JTB）取締役。2019年JTB常務執行役員。2021年よりJTB商事株式会社代表取締役社長執行役員に就任した。
就任後は、環境配慮の考え方を持っている宿泊客がインバウンドを中心に増えていることなどから、SINKPIA・JAPAN株式会社と共同で、宿泊施設のCO2削減に向けたバイオ技術による生ごみを生分解するソリューションを推進し、CO2排出とプラスチック使用量を削減するアメニティなどの環境配慮型の商品の開発と販売を進めていると同時に、新型コロナウイルスに対応した宿泊環境の整備も進めている。